# Roberto Tucci
Roberto Tucci, S.J. (19 de abril de 1921 - 14 de abril de 2015) foi um cardeal italiano, presidente emérito da Rádio Vaticano.

## Vida eclesiástica
Foi ordenado padre em 24 de agosto de 1950. Em 1985, foi nomeado presidente da Rádio Vaticano, cargo que exerceu até 2001.
Foi criado cardeal em 2001 pelo Papa João Paulo II, com o título de Cardeal-diácono de S. Ignazio di Loyola a Campo Marzio, sendo-lhe imposto o barrete cardinalício em 21 de fevereiro. Em 2005, participou do conclave que elegeu Joseph Ratzinger como Papa Bento XVI, como cardeal não-votante.
Em um consistório ordinário público, no dia 21 de fevereiro de 2011, o Papa Bento XVI o elevou de cardeal-diácono a ordem de cardeal-presbítero.
Faleceu em 14 de abril de 2015. O Papa Francisco encaminhou mensagem de condolências ao superior dos Jesuítas, padre Adolfo Nicolás Pachón:
| “ | Eu ouvi a notícia do falecimento do venerado Cardeal Roberto Tucci, um membro da Companhia de Jesus, e eu quero expressar os sentimentos de condolências a você, para toda a instituição, para a família e para todos os que conheciam e respeitavam o falecido cardeal. Lembro-me com gratidão a ajuda inestimável dada por ele por tantas décadas à Santa Sé como diretor da civilização católica, participante do Concílio Vaticano II, diretor-geral da Rádio Vaticano e, especialmente, como um organizador de visitas papais fora da Itália. Ele deixa a memória de uma vida ativa e dinâmica coerente e generosa à sua vocação como um atento religioso para as necessidades dos outros e fiel pastor ao Evangelho e à Igreja, seguindo o exemplo de Santo Inácio. Elevo fervorosas orações, para que o Senhor o acolha em alegria eterna e paz, e mando aos irmãos jesuítas uma bênção apostólica, um sinal da minha participação intensa na tristeza comum. | ” |